# ديزموند ميسون
ديزموند ميسون (بالإنجليزية: Desmond Mason)‏ مواليد 11 أكتوبر 1977 في وكساهاتشي، هو لاعب كرة سلة أمريكي سابق بدأ مسيرته الاحترافية في سنة 2000. اعتزل اللعب في 2009.

## فرق لعب لها
- ميلووكي باكز
- أوكلاهوما سيتي ثاندر
- سكرامنتو كينغز

## روابط خارجية
- ديزموند ميسون على موقع إن بي أي (الإنجليزية)
- ديزموند ميسون على موقع سبورتس رفرنس (الإنجليزية)
- ديزموند ميسون على موقع كرة السلة الأوروبية.كوم (الإنجليزية)
- ديزموند ميسون على موقع كلية كرة السلة في سبورتس رفرنس.كوم (الإنجليزية)
- ديزموند ميسون على موقع ريلجم (الإنجليزية)
- ديزموند ميسون على موقع بروبوليرز (الإنجليزية)